# Aaron Hohlbein
Aaron Hohlbein (Middleton, Wisconsin, 16 de agosto de 1985) es un futbolista estadounidense. Juega de defensa y centrocampista y su actual equipo son los Kansas City Wizards de la Major League Soccer.

## Trayectoria
Hohlbein integró entre 2003 y 2006 el equipo de los Badgers de la Universidad de Wisconsin-Madison. Paralelamente a su carrera universitaria, jugó en los Michigan Bucks de la USL Premier Development League y los Princeton 56ers de la National Premier Soccer League, ambas ligas menores dentro del sistema de ligas de fútbol estadounidense.
Fue elegido por los Kansas City Wizards en la primera ronda del draft suplementario de la Major League Soccer del año 2007.

## Clubes
| Club                | País           | Año   |
| ------------------- | -------------- | ----- |
| Michigan Bucks      | Estados Unidos | 2004  |
| Princeton 56ers     | Estados Unidos | 2006  |
| Kansas City Wizards | Estados Unidos | 2007- |

- Datos: Q4662102